# 라트코 구다스
라트코 구다스(체코어: Radko Gudas, 1990년 6월 5일~)는 체코의 아이스하키 선수로 포지션은 수비수이다. 현재 내셔널 하키 리그(NHL)의 애너하임 덕스 소속으로 뛰고 있다. 애너하임 덕스 입단 전에는 탬파베이 라이트닝과 필라델피아 플라이어스, 워싱턴 캐피털스, 플로리다 팬서스에서 뛰었다.
1992년 동계 올림픽에 체코슬로바키아 국가대표로 참가한 아이스하키 선수 레오 구다스의 아들로 고향인 클라드노를 연고로 하는 HC 클라드노 유스팀에서 아이스하키 선수 경력을 시작했다. 2009년에 북아메리카로 건너가 메이저급 청소년 리그인 웨스턴 하키 리그의 에버렛 실버팁스에서 1년 간 뛴 후 2010년 NHL 드래프트에서 66위로 탬파베이 라이트닝의 지명을 받았다.
체코 대표팀 소속으로도 국제 대회에서 활동하고 있으며, 2014년 동계 올림픽에 참가했다. 또한 세계 선수권 대회에 4번 참가했으며 2024년 세계 선수권 대회에서 우승을 차지했다.